# Anas aucklandica
La cerceta maorí o cerceta alicorta de Auckland (Anas aucklandica) es una especie de ave anseriforme de la familia de los patos (Anatidae), endémica de las islas Auckland, situadas al sur de Nueva Zelanda. Su población total, algunos estudios la cifran en unos seiscientos individuos, mientras que otros la estiman en más de dos mil individuos.
Taxonómicamente está muy relacionada con Anas chlorotis y Anas nesiotis; y hasta no hace mucho se consideraban la misma especie.